# Poczta Główna w Bydgoszczy

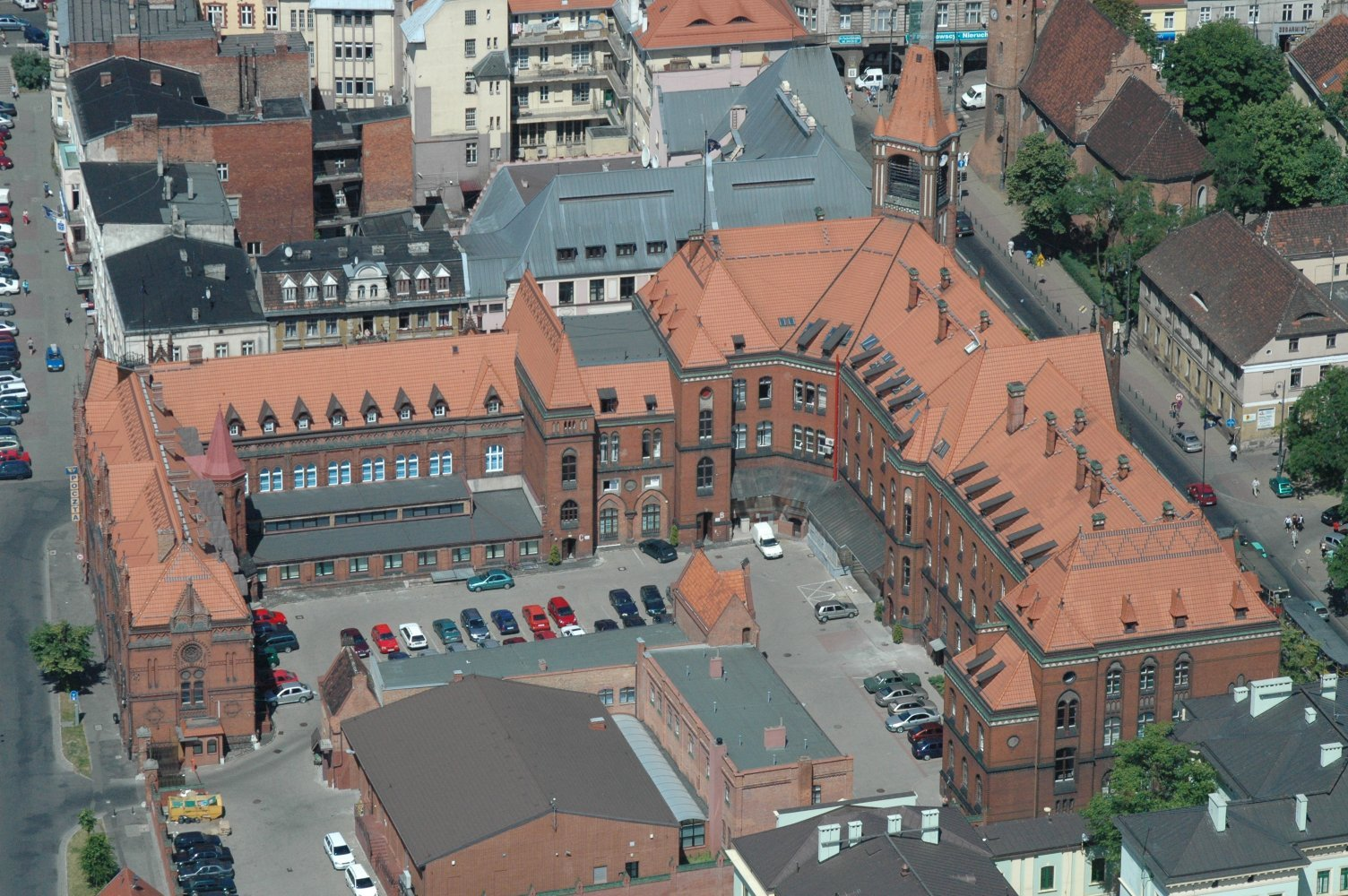
Zdjęcie lotnicze

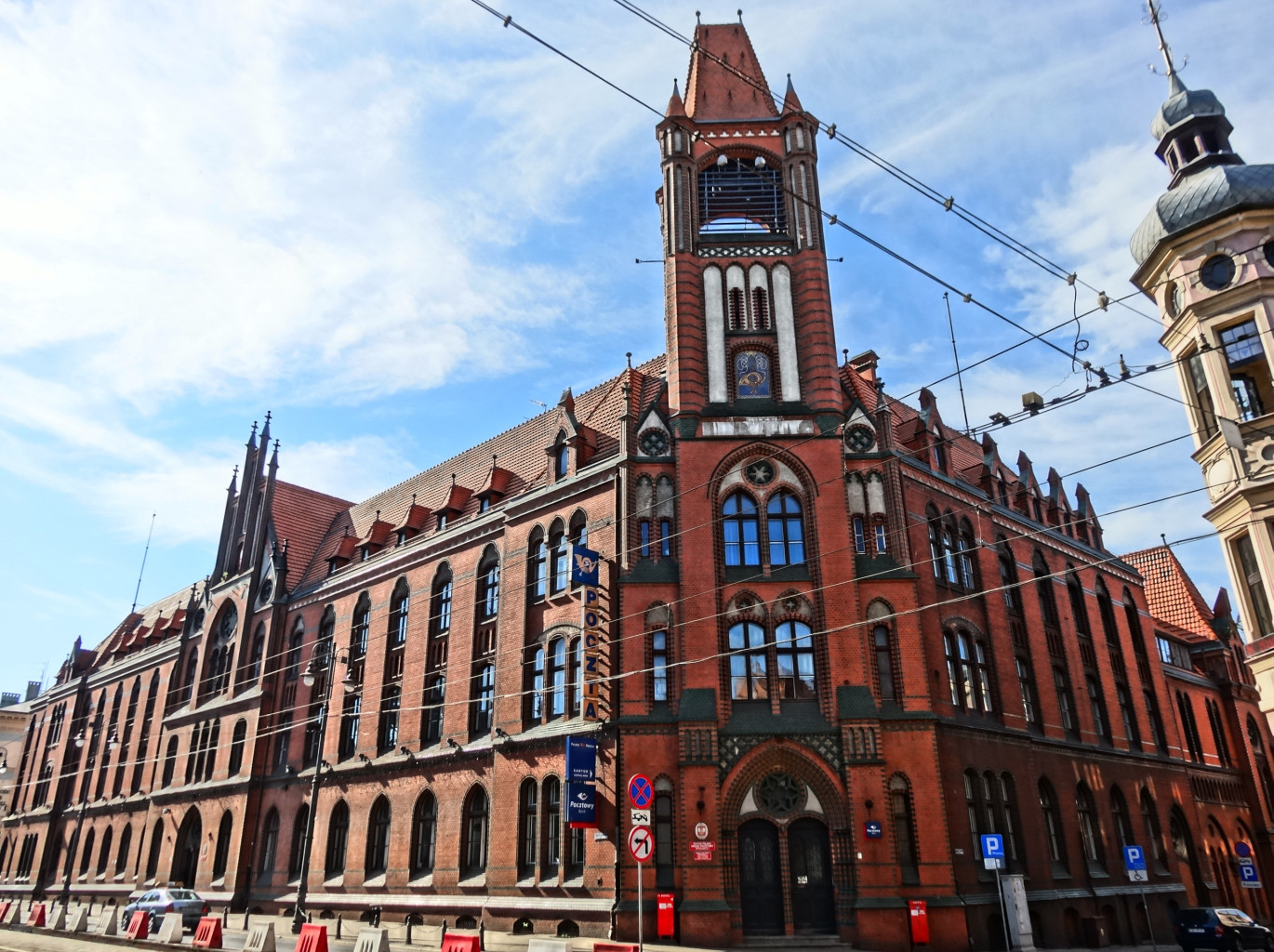
Widok od strony ulicy Jagiellońskiej

Poczta Główna w Bydgoszczy – zespół zabytkowych budynków pocztowych, mieszczących główny urząd Poczty Polskiej w Bydgoszczy.

## Położenie
Budynki stoją na terenie ograniczonym ulicami: Jagiellońską, Pocztową, Stary Port i F.K. Druckiego-Lubeckiego, w centrum Bydgoszczy, na północnym nabrzeżu rzeki Brdy.

## Historia

### Okres staropolski
Istnienie placówek poczty królewskiej w Bydgoszczy datuje się od I połowy XVIII wieku, co potwierdzają ordynacje pocztowe Generalnego Pocztamtu Koronnego z lat 1733, 1754 i 1766
W 1751 urząd pocztowy w Bydgoszczy znajdował się w mieszczańskiej kamienicy na rogu ulic Niedźwiedzia i Batorego. Pierwszym znanym z nazwiska bydgoskim pocztmistrzem był Jakub Marshall. Pocztamt bydgoski, najpóźniej w 1779, czyli po podjęciu działalności przez pocztę pruską po I rozbiorze, przeprowadził się z ulicy Batorego do jednego z budynków przy obecnej ulicy Długiej.
Dalsza historia poczty bydgoskiej związana jest z przeniesieniem urzędu pocztowego z ulic przyległych do Starego Rynku na drugi brzeg Brdy i usytuowaniem go na terenie należącym pierwotnie do kompleksu wojskowych koszar i stajni królewskich (dzisiejsza parcela między ulicami Jagiellońską, Pocztową, Stary Port i Lubeckiego).
We wrześniu 1773 zlecono w tym miejscu budowę koszar dla stacjonującego w mieście szwadronu z 7 regimentu huzarów dowodzonych przez gen. Pawła Józefa Małachowskiego. Początkowo powstał masywny, jednopiętrowy budynek, później rozbudowany o kolejne piętra wraz szeregiem innych budynków związanych z funkcjonowaniem i potrzebami wojska (koszary, stajnie, wozownie). Od końca XVIII wieku na miejscu obecnego kompleksu budynków pocztowych istniała zwarta zabudowa tworząca podkowiasty układ z dziedzińcem obejmującym stajnie królewskie od ul. Jagiellońskiej, a od strony Brdy prostokątny w rzucie budynek koszar.

### Pierwszy budynek pocztowy
Po ponownym zajęciu Bydgoszczy w 1815 przez władze pruskie, kompleks budynków dawnych stajni, przeznaczony został na potrzeby ustanowionego królewsko-pruskiego Urzędu Dyrekcji Poczty w Bydgoszczy. Nowy urząd pocztowy o charakterze administracyjno-mieszkalnym położony był odtąd w narożu ulic Jagiellońskiej i Druckiego-Lubeckiego, w budynku pierwotnie spełniającym analogiczne funkcje dla zarządu stajni królewskich. Całość nie miała jeszcze charakteru reprezentacyjnego, lecz była wystarczająca na potrzeby ówczesnej dyrekcji poczty. Dawne stajnie regimentu zajmujące narożną przestrzeń ulic Jagiellońskiej i Pocztowej przeznaczono na stajnie dla koni pocztowych i wozownie, budynek rozebrano w 1896.
Długoletnim dyrektorem (1815–1847) i organizatorem poczty w okręgu bydgoskim był Gottfried Groschke, od 1840 Honorowy Obywatel Bydgoszczy. Podczas sprawowania przez niego funkcji personel bydgoskiego urzędu pocztowego zwiększył się dwukrotnie. W połowie XIX wieku podlegały mu stacje pocztowe w okręgu, obsługiwane przez 145 pocztylionów dysponujących ponad 400 końmi.
Regularne połączenia pocztowe (dyliżanse i furgony pocztowe) łączyły Bydgoszcz m.in. z Toruniem, Gdańskiem, Poznaniem, Inowrocławiem, Berlinem i Królewcem.

### Drugi budynek pocztowy
Z chwilą powołania urzędu Wyższej Dyrekcji Poczty w Bydgoszczy, budynek przy Jagiellońskiej nie dawał już możliwości pełnego zaspokojenia potrzeb nowej, powiększonej administracji organizującej pracę poczty w mieście i w całej rejencji bydgoskiej. Zaistniała zatem konieczność wybudowania budynku mogącego pomieścić pomieszczenia zarówno dyrekcji okręgu, jak i urzędów: pocztowego i telegraficznego. Do końca lat 50. XIX w., na miejscu stajni i wozowni, u zbiegu ulic Jagiellońskiej i Pocztowej, został wybudowany według projektu inspektora budowlanego Bannenschmidta, klasycystyczny budynek, stykający się szczytem wschodnim z leżącym obok poprzednim budynkiem pocztowym. W 1859 poczta odstąpiła magistratowi zajmowany dotąd obiekt i wkrótce rozpoczął w nim działalność Główny Urząd Podatkowy (niem. Hauptsteueramt) w Bydgoszczy.
Nowy budynek poczty składał się z dwóch skrzydeł: masywniejszego korpusu od strony ulicy Jagiellońskiej i mniejszego skrzydła bocznego od ulicy Pocztowej. Bryłę nowego założenia wykonano w stylu antykizującym. Posiadała ona reprezentacyjny charakter, o bardziej zróżnicowanej i urozmaiconej bryle, niż leżący naprzeciw budynek Rejencji (dzisiejszy Urząd Wojewódzki). Budynek ten pozostał do 1896 wyłączną siedzibą bydgoskiej dyrekcji poczty, został rozebrany w 1896.

### Trzeci budynek pocztowy
Po 1871 wskutek poprawy kondycji finansowej państwa pruskiego po wojnie niemiecko-francuskiej, władze przystąpiły do rozbudowy instytucji poczty w całym kraju, w tym i w Bydgoszczy. Zainicjowano w tym czasie proces oddzielenia urzędów pocztowych od dyrekcji. W tym kontekście zaplanowano wzniesienie nowego budynku przeznaczonego dla urzędów: pocztowego i telegraficznego na terenie leżącym na nabrzeżu Brdy (na południe od budynku dyrekcji). Terenem tym zarządzała w dalszym ciągu administracja wojskowa. Znajdował się tam budynek odwachu(Hauptwache), który zlikwidowano w latach 70. XIX w., oraz inne budynki (budynek mieszkalny i szachulcowa remiza). W 1877 uzyskano zezwolenie wojska na wybudowanie w tym miejscu budynku, zaś w 1879 teren zakupiono za 14,3 tys. marek. Budowa całego budynku wraz z leżącymi wewnątrz dziedzińca dodatkowymi zabudowaniami trwała od 1883 r. do 31 sierpnia 1885 roku. Całkowite koszty budowy wyniosły 223,1 tys. marek
Projekty i rysunki budynku powstawały od 1879. Były one dziełem wielu autorów, m.in. rządowego mistrza budowlanego Boettgera. Budynki te pod względem formy architektonicznej powstawały według narzuconych przez parlament pruski reguł (neogotyk ceglany – uważany za pruski styl narodowy, pełne wykorzystanie pomieszczeń i dziedzińców, wysokość pomieszczeń służbowych powyżej 4 m itp.)
Cegłę (foremną i klinkierową) do budowy gmachu sprowadzano z Malborskiej Cegielni i Fabryki Wyrobów Ceramicznych. Piece kaflowe zostały wykonane w bydgoskiej fabryce firmy Fielitz & Meckel, a prace kamieniarskie przez mistrza kamieniarskiego Radtkego. Po niewielkich korektach planu budynek został w 1885 roku doprowadzony do stanu ostatecznego i w zasadniczym kształcie zachowany jest do dzisiaj. Uroczyste otwarcie nowego urzędu pocztowo-telegraficznego odbyło się 1 września 1885 roku.
Na piętrze znajdowały się wówczas sale aparatów telegraficznych, pokój telefoniczny i pomieszczenia z bateriami. Skrzydło od strony Starego Portu zostało przeznaczone na mieszkania służbowe dla pracowników pocztowych. Wjazd na dziedziniec wewnętrzny odbywał się od strony Starego Portu, istniejącą do dzisiaj ozdobną bramą wjazdową oraz od strony ulicy Pocztowej, między starym budynkiem dyrekcji a nowym urzędem.

### Czwarty budynek pocztowy
W ciągu następnych 10 lat po wybudowaniu budynku urzędu pocztowego zaistniała potrzeba wzniesienia nowego gmachu przeznaczonego w całości na potrzeby Cesarskiej Dyrekcji Poczty i ciągle rozrastającej się ilości urzędów całego okręgu (poczty, telegrafu i telefonu) oraz rzeszy urzędników. Dla tego celu wykupiono tereny i budynki przy ul. Jagiellońskiej i Druckiego-Lubeckiego, należące do Urzędu Celnego (pierwszy budynek pocztowy) i przystąpiono do wyburzenia klasycystycznego budynku dyrekcji (drugi budynek pocztowy). W pracach projektowych nowego gmachu uczestniczyło wielu architektów i projektantów, z Kleinfeldtem i pochodzącym z Królewca L. Neumannem na czele.
Budowa gmachu rozpoczęła się w 1896 i nadzorowana była przez inspektora budowlanego Wolffa, a z ramienia poczty przez radców pocztowych Dohringa i Schwerkottinga. Bryłę budynku ukończono w 1899, zaś prace wykończeniowe w 1900. Prace murarskie prowadziła głównie firma mistrza murarskiego Paula Bohma z Bydgoszczy, a roboty stolarskie zakład A. Busse’go z Eberswalde. W budowie uczestniczyły również bydgoskie firmy: ślusarska H. Bottchera i szklarska H. Langego.
Budynek wykonano w stylu neogotyckim, nawiązującym do budynku urzędu poczt i telegrafów przy ul. Stary Port. Zmieniono pierwotną lokalizację wieży na połączenia kablami telefonicznymi z narożnika północno-wschodniego na północno-zachodni (narożnik ul. Jagiellońskiej i Pocztowej).
Cały teren parceli zawartej między czterema ulicami objęto murem i utworzono kolejną bramę wjazdową na dziedziniec od strony ulicy Lubeckiego. Po zmianach w układzie wnętrz w latach powojennych, przejazd od ulicy Pocztowej został zamurowany.
Całe założenie budynków pocztowych zachowało się od 1899 w stanie prawie niezmienionym do dzisiaj. Służy ono w dalszym ciągu działalności pocztowej. W dużej mierze zachowały się oryginalne okna i drzwi, masywne konstrukcje ramowe w korytarzach, sklepienia krzyżowe korytarzy i klatek schodowych, oryginalne metalowe balustrady wykorzystujące motyw wici roślinnej oraz niektóre ceramiczne posadzki. Natomiast wnętrza pomieszczeń są w większości przekształcone pod względem funkcjonalnym.

## Architektura
Zespół budynków Poczty Głównej wzniesiono w tzw. pruskim stylu narodowym, obowiązującym w ostatnich dziesięcioleciach XIX wieku dla nowo wznoszonych budynków municypalnych w Cesarstwie Niemieckim. Był to styl północnoniemieckiego gotyku ceglanego, który jednak nawiązywał również do innych stylów historyzujących, jak np. włoskiego i niemieckiego neorenesansu, stylu neoromańskiego, Rundbogenstilu (stylu krągłołukowego, odwołującego się do architektury romańskiej i bizantyńskiej) i Spitzbogenstilu (w którym przewijają się elementy gotyckie i niderlandzkie).

### Budynek starszy (skrzydło od ul. Stary Port)
Budynek jest ceglany, piętrowy, z użytkowym poddaszem, podpiwniczony. Posiada dwa skrzydła: jedno skierowane równolegle do rzeki Brdy, a drugie obejmuje połowę długości ulicy Pocztowej. W elewacji tylnej znajduje się pięcioboczna wieża z klatką schodową.
Elewacje wykonano z nieotynkowanych cegieł, miejscami uzupełnionych zielonkawą, bądź bordową glazurą, nadającą całości bardziej ozdobny charakter. Glazurowane detale podkreślają zarówno rytm fryzów, sterczyn, maswerków, a wtopione w wątek muru tworzą geometryczne wzory, urozmaicając z lekka zryzalitowane płaszczyzny ścian. Niezwykłe jest też bogactwo form detalu ceramicznego, kutych elementów zdobniczych oraz precyzja ich wykonania.
Elewacje od strony ulicy Stary Port są rozczłonkowane prostokątnymi płycinami z oknami umieszczonymi w układzie bi- i triforyjnym. Ostre i nadwieszone łuki okien ozdobione są łukami odciążającymi z przemiennym układem czerwonych i glazurowanych cegieł. Podziały poziome stanowią ceglane schodkowe gzymsy kordonowe i wieńczące.
Od strony ulicy Pocztowej zastosowano masywne trójpodziałowe okna w parterze i biforyjne na piętrze. Narożnikowe ozdobne portale, górą przechodzą w trójkątne, sterczynowe szczyty. W ściance narożnego szczytu zainstalowany jest zegar, a po bokach umieszczone i zachowane do dzisiaj ceramiczne herby z symbolami poczty i telegrafu.
W połać dachu gęsto wtopione są ozdobne lukarny zbudowane z profilowanych desek i przykryte dwuspadowymi, zdobnymi daszkami.
Widok elewacji tylnych jest analogiczny do frontowych zarówno formą zdobień, jak i podziałów architektonicznych, jednak w sposób bardziej uproszczony i pozbawiony kolorystycznie wyeksponowanych fryzów czy glazurowanych detali.
Upływ czasu, działania wojenne i niewłaściwe prace rekonstrukcyjne spowodowały utratę części dekoracji na elewacjach budynku. Np. szczyt środkowy nie zawiera już wimpergi ze sterczynami i żabkami na krawędziach, z kutym kwiatonem u szczytu fryzu środkowego, ścianek bocznych z biforiami oraz herbu i napisu w płycinie środkowej.
Pierwotnie u szczytu dachu, w linii kalenicy biegła dekoracyjna balustrada z elementami roślinnymi i metalowymi kwiatonami. W części narożnej zachowana jest w szczątkowej formie metalowa konstrukcja stelażu do montowania sieci kablowej telegrafu i telefonu, zwieńczona ozdobną sygnaturką z datą budowy obiektu „1885”.

### Budynek młodszy (skrzydło od ul. Jagiellońskiej)
Budynek wzniesiono na rzucie „U” z masywnym korpusem od ul. Jagiellońskiej i wysoką wieżą w narożniku północno-zachodnim. Jest on większy i wyższy od budynku przy ul. Stary Port. Połączenie ze starszym budynkiem następuje w połowie długości ulicy Pocztowej.
Jest to budynek trzykondygnacyjny, z użytkowym poddaszem, podpiwniczony. Wydatny ryzalit występuje od ul. Jagiellońskiej i niższy od ulicy Pocztowej. Korpus nakryty jest dachem dwuspadowym, a ryzality dachami wielopołaciowymi z lukarnami.
Elewacje z tzw. ryzalitami pozornymi urozmaicone są trójlistnymi płycinami kryjącymi w sobie różne wykroje ostrołukowych okien. Dekoracja elewacji jest uproszczona w stosunku do budynku przy Starym Porcie, ale częściowo powtarzająca repertuar zdobniczy. Wykorzystuje ona motywy wimperg, pinakli, ostrołukowych płycin, okien i portali z różnorodną kombinacją ceglanych maswerków, żelaznych rozet i barwnych fryzów z rytmicznie powtarzającymi się układami czerwonych i zielonych glazurowanych cegieł.
Szczególnie zaakcentowano narożną część mieszczącą wejście do sal obsługi, a w mniejszym stopniu wejście do budynku od ulicy Jagiellońskiej.
Narożne wejście do budynku umieszczone jest w bogato dekorowanym portalu. Ryzalit przechodzi górą w wysoką, czworoboczną wieżę, której cztery narożne filary zwieńczone są ostrołukowymi iglicami. Na wieży występuje wysoki dach namiotowy, a sterczyny wieżowe nakryte są dachami stożkowymi.
Od strony ulicy Pocztowej, łącznikiem między budynkami urzędu i dyrekcji jest krótki piętrowy odcinek, mieszczący w sobie kolejne wejście do budynku oraz wjazd na teren dziedzińca.